# Ramón Pichs Madruga
Ramón Pichs Madruga (* 7. Dezember 1962 in Cienfuegos) ist ein kubanischer Klimatologe.
Er studierte von 1980 bis 1985 an der Universidad de La Habana und erhielt dort einen Bachelor in Volkswirtschaftslehre, in der Folge von 1989 bis 1991 an der Universität Lund, wo er mit einem Master im Bereich Sozialwissenschaften abschloss. In der Folge promovierte er an der Universidad Nacional Autónoma de México in Mexiko-Stadt.
Wesentliches Thema seiner Forschungsarbeit ist das Thema Nachhaltige Entwicklung. Er hat dazu mehrere Bücher und über 30 Artikel veröffentlicht.
Madruga wurde bereits vor der Erstellung des Dritten Sachstandsbericht in den Weltklimarat IPCC berufen. Im Jahr 2007 war er als Vice-Chair der Arbeitsgruppe III „Mitigation of Climate Change“ erneut in verantwortlicher Position an der Erstellung des Vierten Sachstandsberichts beteiligt. Im Juli 2023 wurde er zu einem der drei Vice-Chairs des IPCC gewählt.